# Antikrist
För boken av Friedrich Nietzsche, se Antikrist (bok).

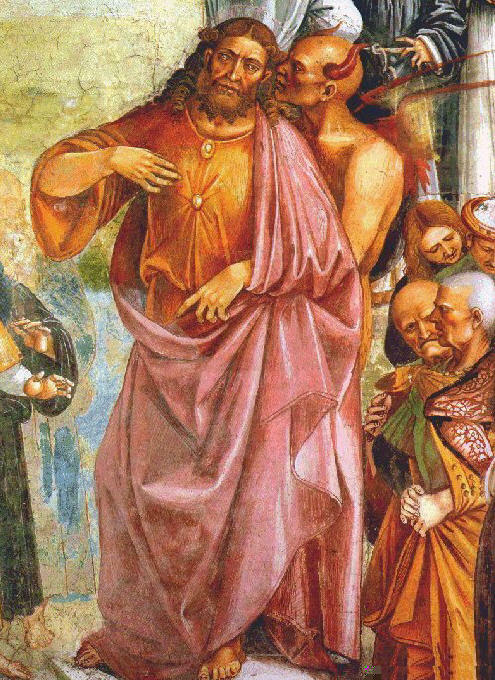
Antikrist och djävulen, utsnitt ur fresk av Luca Signorelli (ca 1450–1523).

Antikrist (av grekiskans αντί anti, "mot", även "istället för", och Χριστός Khristos, "Kristus"), "Kristi motståndare", omnämns i Johannesbreven i Nya Testamentet som en gudlös person, som sprider irrläror, missbrukar Guds namn och en som förväntas komma i framtiden. Detta är dock inte helt accepterat att Antikrist skulle vara namnet på en specifik person. En annan omdebatterad fråga är ifall vilddjuret i Uppenbarelseboken skulle vara Antikrist. Det bör nämnas att själva ordet "Antikrist" aldrig nämns i den boken.
I apokalyptiska framtidsbilder har Antikrist dessutom tolkats som djävulen i människogestalt eller djävulens tjänare. I tolkningar har Antikrist lånat drag från det "lilla horn" som ska regera i framtiden enligt en profetia i Daniels bok, och som har förknippats med kung Antiochos Epifanes. Antikrist har i tolkningar även fått drag av Herodes, Caligula, Nero med flera. Gestalten blev en stående figur i det apokalyptiska sceneriet i århundradet efter Kristi födelse. Namnet har troligen uppstått först i den kristna apokalyptiken. Särskilt sågs det antikristska i romerska kejsares anspråk på att dyrkas som gudar (Caligula, Nero, Domitianus med flera). Begreppet Antikrist har även associerats till "laglöshetens människa, undergångens son, motståndaren", som utger sig för att vara Gud (Andra Thessalonikerbrevet 2:3 ff.) och till "Vilddjuret" vars tal är 666 (Uppenbarelseboken 13:18), då man omsätter det i dess motsvarande hebreiska bokstavsvärde, till resultat namnet Neron Kesar (kejsar Nero), vilket tre tyska och en fransk bibelforskare på 1830-talet nästan samtidigt fann. Många andra tolkningar av talet har gjorts under historien, till exempel Lateinos, som av protestanterna tyddes som påven, och Lutheranos, som katoliker har läst in. 
I Johannes första brev betecknar författaren irrlärarna såsom antikrister (2:18), och i de yngre breven är en falsk läras utspridande den antikristska verksamhetens viktigaste kännemärke. Även av kyrkofäderna betraktas irrläran som det antikristliga – ett åskådningssätt, som under senare tider går igen i katolikers och protestanters tanke att som Antikrist definiera än Muhammed, än Martin Luther, än påven, Napoleon Bonaparte, liksom Adolf Hitler, Josef Stalin eller andra kristendomsförföljande diktatorer.

## Antikrist i litteraturen
- Vladimir Solovjev: Berättelsen om Antikrist, Nova Förlag 1993. ISBN 9197170348
- Nietzsche skrev också ett religionskritiskt verk med titeln Antikrist.
- De amerikanska Bibelfundamentalistiska författarna Jerry B. Jenkins' och Tim LaHayes serie Left Behind (även titel på begynnelseboken) kretsar kring en fiktiv rumänsk politiker som i skenet av en global kris tillträder ämbetet som FN:s "högste potentat" och utvecklas till en global tyrann, som demaskeras som den bibliskt utlovade Antikrist, i strid med Kristus' anhängare. Motsättningen eskalerar till en global konflikt som avgörs vid Harmagedon.